# Nicolaes Maes

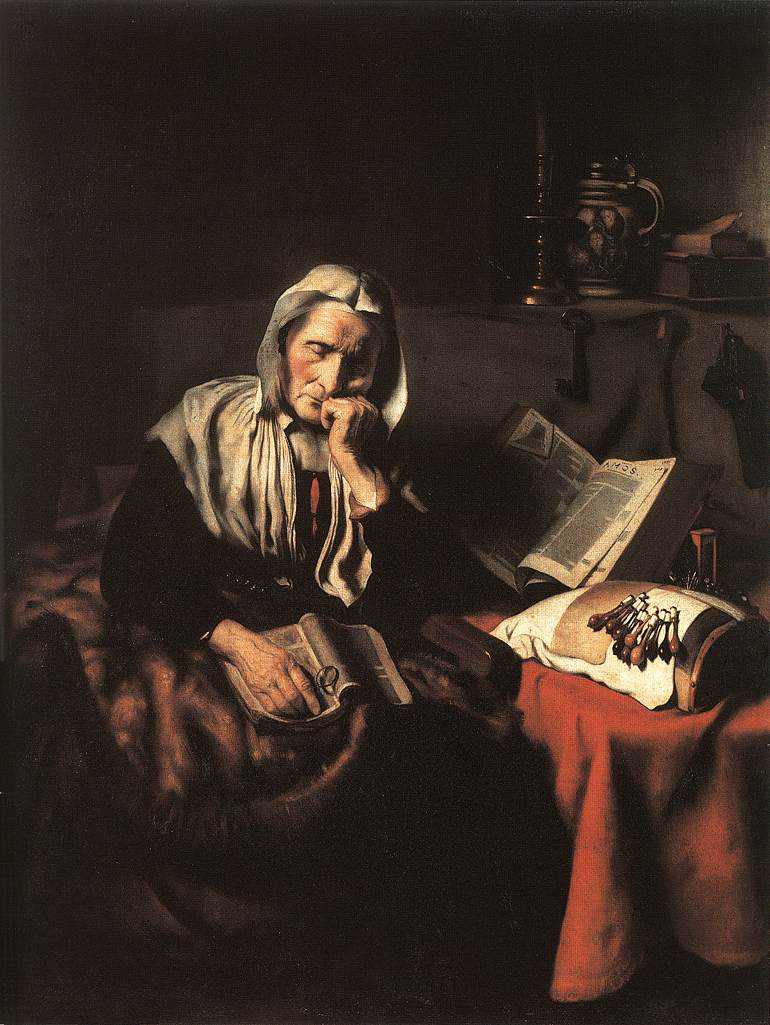
Anciana dormitando (1656), óleo sobre lienzo, 135 x 105 cm. Museos Reales de Bellas Artes, Bruselas.

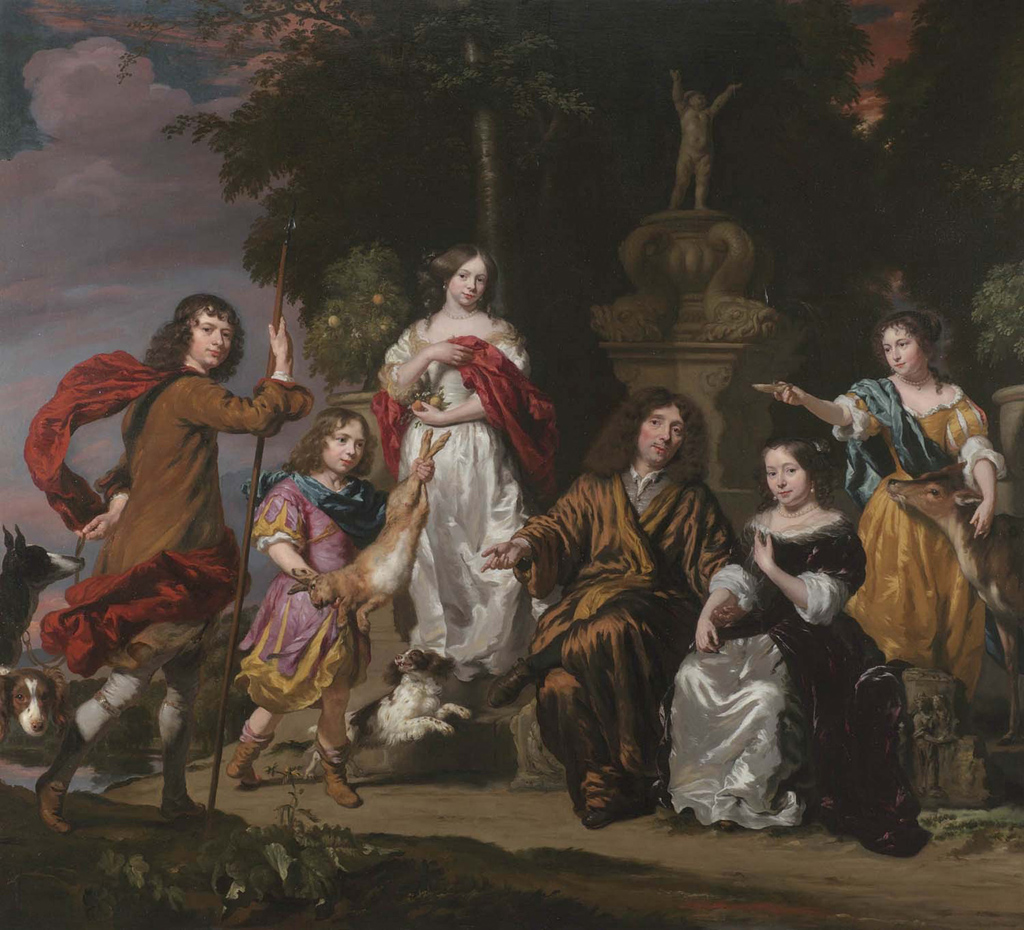
Retrato de familia (h. 1675-6), óleo sobre lienzo, 153.1 x 170.2 cm. Colección particular.

Nicolaes Maes o Maas (Dordrecht, enero de 1634-Ámsterdam, enterrado el 24 de diciembre de 1693) fue un pintor holandés de estilo barroco, que en su primera etapa produjo mayormente escenas de género y que luego se hizo retratista, el principal en la Ámsterdam de finales del siglo XVII.

## Biografía
Maes nació en Dordrecht como hijo de Gerrit Maes, un próspero comerciante de telas y jabón, y de Ida Herman Claesdr. Después de formarse en su ciudad natal con un pintor mediocre, alrededor de 1648 marchó a Ámsterdam, donde entró en el taller de Rembrandt. Antes de su regreso a Dordrecht en 1653 Maes pintó unas pocas pinturas de género al estilo de Rembrandt, con figuras a tamaño natural y un profundo esquema de color, como el Reverie en el Rijksmuseum en Ámsterdam, los Jugadores de cartas en la National Gallery, y Niños con carro de cabras. Tan próximo fue su primer estilo al de Rembrandt, que la segunda de estas pinturas y otras (de las galerías de Leipzig y Budapest y en la colección de Lord Radnor) fueron o todavía son adscritas a Rembrandt. El 28 de diciembre de 1653 se casó con Adriana Brouwers, viuda de un predicador calvinista, con quien tuvo tres hijos.
En su mejor período, desde 1655 hasta 1665, Maes se dedicó al género doméstico de pequeño formato, conservando en gran medida la magia del color y el claroscuro que había aprendido de Rembrandt. Ejemplo de ello es El tamborilero desobediente del Museo Thyssen-Bornemisza de Madrid. Solo en raras ocasiones trató temas bíblicos, como en la Partida de Agar, que ha sido atribuida a Rembrandt. Sus temas favoritos eran mujeres hilando, bordando, leyendo la Biblia o preparando una comida que encierran mensajes morales sobre el valor de la diligencia, la rectitud, el trabajo y la sobriedad con una alta demanda porque la ciudad de Dordrecht era un bastión calvinista.
Aunque siguió residiendo en Dordrecht hasta 1673 (año en que se estableció en Ámsterdam) visitó e incluso vivió en Amberes entre 1665 y 1667. Su período de Amberes coincide con un cambio completo en el estilo y en el tema: se dedicó desde entonces casi exclusivamente a los retratos (produjo más de 900) y abandonó la intimidad y las encendidas armonías de color de sus primeras obras por una elegancia descuidada demandada por el gusto internacional, bajo la influencia de Van Dyck. Tan grande fue el cambio, de hecho, que suscitó la teoría de la existencia de otro Maes, de Bruselas.
Su éxito le proporcionó fortuna económica, aunque sufrió de gota en sus últimos años. Su esposa falleció el 14 de marzo de 1690 y Nicolaes Maes fue enterrado junto a ella en la Oude Kerk de Ámsterdam, tras su fallecimiento el 24 de diciembre de 1693.
En 2020, la National Gallery de Londres y el Mauritshuis de La Haya le dedicaron una exposición antológica .

## Obras
- Anciana dormitando, h. 1655, Museos Reales de Bellas Artes de Bélgica
- La oración sin fin o Anciana rezando, 1655, Rijksmuseum, Ámsterdam
- Jovencita pelando manzanas, h. 1655, Óleo sobre madera, The Metropolitan Museum of Art, Nueva York.
- Muchacha asomada a la ventana
- El tamborilero desobediente, Museo Thyssen-Bornemisza
- Retrato de dama en un parque, 1675-85, Museo Lázaro Galdiano
- Moza durmiendo y criada, National Gallery de Londres
- Los amantes espiados por una muchacha
- Seis decanos del gremio de cirujanos de Ámsterdam, Rijksmuseum, Ámsterdam.
- Retrato de familia, h. 1675-6, Óleo sobre lienzo, Colección particular.